# Parfum céleste
 (octobre 2024).
Pour plus de détails, voir Fiche technique et Distribution.
Parfum céleste (Heaven Scent en anglais) est un cartoon américain Merrie Melodies de 1956 réalisé par Chuck Jones mettant en scène Pépé le putois. 